# Райзман, Юлий Яковлевич
Ю́лий Я́ковлевич Ра́йзман (2 (15) декабря 1903, Москва — 11 декабря 1994, там же) — советский кинорежиссёр, сценарист и педагог. Герой Социалистического Труда (1973), народный артист СССР (1964), лауреат шести Сталинских премий (1941, 1943, 1946 — дважды, 1950, 1952), Государственной премии СССР (1983) и Государственной премии РСФСР имени братьев Васильевых (1986).

## Биография
Родился в Москве в семье портного Якова Ильича Райзмана и Веры Александровны Райзман (в девичестве Оцеп), которые в это время жили в доме Вельтищева на Большой Никитской улице. Позже семья жила в Фуркасовском переулке (дом Кононова) и на Кузнецком мосту в доме Сокол. Окончив частную гимназию П. Н. Страхова, поступил сначала во ВХУТЕМАС, затем в МГУ, где в 1924 году окончил литературно-художественное отделение факультета общественных наук.
С 1924 года работал литературным консультантом в сценарном отделе кинофабрики «Межрабпом-Русь», которой руководил его дядя Фёдор Оцеп. Тогда же исполнил небольшие роли в комедиях «Папиросница от Моссельпрома» (1924) и «Шахматная горячка» (1925). Работал ассистентом режиссёров Владимира Гардина, Константина Эггерта и Якова Протазанова.
В 1926 году был призван в РККА и при содействии Анатолия Луначарского направлен режиссёром Государственного военного фотокинопредприятия «Госвоенкино» в Москве. С 1930 года работал в киноорганизации «Востоккино», а с 1931 года — на «Мосфильме».
С началом Великой Отечественной войны вместе с «Мосфильмом» был эвакуирован в Алма-Ату, где закончил свой фильм «Машенька», позднее удостоенный Сталинской премии II степени. В 1945 году возглавил группу фронтовых операторов: вместе с 5-й ударной армией 1-го Белорусского фронта на протяжении двух месяцев шёл к Берлину, затем участвовал в штурме Берлина и создал документальный фильм на основе этих кадров (за него он был удостоен премии I степени).
В 1947 году поставил кинокомедию «Поезд идёт на восток». На просмотре этого фильма Иосиф Сталин якобы встал и заявил: «Выхожу на этой остановке», что означало опалу. По словам самого Райзмана, ему позвонил Иван Пырьев и сообщил, что Сталину картина сильно не понравилась, в частности, главный герой, который «всё время смотрит в землю и не смотрит в глаза». В 1948 году Райзмана «сослали» на Рижскую киностудию.
В 1949 году он снял биографический фильм, посвящённый латышскому поэту Райнису, также удостоенный Сталинской премии II степени, и уже свою следующую картину «Кавалер Золотой Звезды» (1950) ставил в Москве на «Мосфильме» (отмечена премией I степени).
С конца 1950-х годов вместе с Михаилом Роммом руководил Третьим творческим объединением киностудии «Мосфильм», а после смерти Ромма продолжил единоличное руководство.

Москва, ул. Большая Полянка, д. 28, корп. 2. Мемориальная доска Райзмана

В 1982 году его фильм «Частная жизнь» был отмечен специальным призом Венецианского кинофестиваля, а приз за лучшую мужскую роль получил Михаил Ульянов. В том же году фильм был номинирован на премию «Оскар» в категории «Лучший фильм на иностранном языке» (1982).
С 1944 по 1964 год руководил режиссёрско-актёрской мастерской во ВГИКе (с 1960 года профессор).
В 1960-е годы председатель Художественного совета, преподаватель по специальности «Работа режиссёра с актёром» на Высших курсах сценаристов и режиссёров. Выпустил два курса. Среди его учеников — Глеб Панфилов, Александр Аскольдов, Толомуш Океев, Константин Ершов и Марк Осепьян. В 1962—1964 годах преподавал также драматургию на сценарном отделении.
Член Союза кинематографистов СССР.
В 1988 году стал первым в истории лауреатом премии «Ника» в номинации «Честь и достоинство».
Скончался 11 декабря 1994 года на 91-м году жизни в Москве. Похоронен на Троекуровском кладбище рядом с женой.

### Семья
Дед — Гилек Хаимович Райзман, был кузнецом на Новой Переведеновке.
Отец — Яков Гилевич (Ильич) Райзман (1872—1944), портной, до 1917 года имел солидное портновское дело на Кузнецком мосту, обшивал великих князей и считался «лучшим мастером фрака»; после революции работал в Торгсине, шил костюмы бояр для фильма «Иван Грозный» Сергея Эйзенштейна. О работах самого Юлия Райзмана Эйзенштейн был невысокого мнения, говоря «Папенька краивал лучше».
Мать — Вера Александровна (Хононовна) Райзман (урождённая Оцеп, 1880—1965).
Дяди — Фёдор Оцеп (1895—1949), кинорежиссёр и организатор кинопроизводства, и Матвей Оцеп (1884—1958), адвокат.
Жена — Сюзанна Андреевна Райзман (урождённая Тэр, 1905—1991), бывшая монтажница (высотница?). Детей нет.

## Работы

### Актёрские работы
- 1924 — Папиросница от Моссельпрома — помощник Мак-Брайта (нет в титрах)
- 1925 — Шахматная горячка (короткометражный) — помощник аптекаря

### Ассистент режиссёра
- 1925 — Медвежья свадьба
- 1926 — Процесс о трёх миллионах
- 1927 — Сорок первый

### Режиссёрские работы
- 1927 — Круг (совместно с А. Гавронским)
- 1928 — Каторга
- 1930 — Земля жаждет
- 1932 — Рассказ об Умаре Хапцоко (короткометражный)
- 1935 — Лётчики (совместно с Г. Левкоевым)
- 1936 — Последняя ночь (совместно с Д. Васильевым)
- 1939 — Поднятая целина
- 1942 — Машенька
- 1944 — К вопросу о перемирии с Финляндией (документальный)
- 1944 — Небо Москвы (совместно с А. Птушко)
- 1945 — Берлин (документальный)
- 1947 — Поезд идёт на восток
- 1949 — Райнис
- 1950 — Кавалер Золотой Звезды
- 1955 — Урок жизни
- 1957 — Коммунист
- 1961 — А если это любовь?
- 1967 — Твой современник
- 1972 — Визит вежливости
- 1977 — Странная женщина
- 1982 — Частная жизнь
- 1984 — Время желаний

### Сценарные работы
- 1936 — Последняя ночь (совместно с Е. Габриловичем)
- 1961 — А если это любовь? (совместно с И. Ольшанским, Н. Рудневой)
- 1967 — Твой современник (совместно с Е. Габриловичем)
- 1972 — Визит вежливости (совместно с А. Гребневым)
- 1982 — Частная жизнь (совместно с А. Гребневым)

### Участие в фильмах
- 1967 — Евгений Урбанский (документальный)
- 1975 — Аркадий Райкин (документальный)
- 1984 — Кинорежиссёр Юлий Райзман (документальный)
- 1989 — В поисках правды (документальный)

## Награды и звания
- Герой Социалистического Труда (1973)
- Народный артист Латвийской ССР (1949)
- Народный артист СССР (1964)
- Сталинская премия второй степени (1941) — за фильм «Последняя ночь» (1936)
- Сталинская премия второй степени (1943) — за фильм «Машенька» (1942)[18]
- Сталинская премия первой степени (1946) — за документальный фильм «К вопросу о перемирии с Финляндией» (1944)
- Сталинская премия первой степени (1946) — за документальный фильм «Берлин» (1945)
- Сталинская премия второй степени (1950) — за фильм «Райнис» (1949)
- Сталинская премия первой степени (1952) — за фильм «Кавалер Золотой Звезды» (1950)
- Государственная премия СССР (1983) — за фильм «Частная жизнь» (1982)
- Государственная премия РСФСР имени братьев Васильевых (1986) — за фильм «Время желаний» (1984)
- Два ордена Ленина (1967, 1973)
- Два ордена Трудового Красного Знамени (1950, 1963)
- Орден Октябрьской революции (1971)
- Орден Дружбы народов (1983)
- Орден «Знак Почёта» (1940)
- Медаль «За доблестный труд. В ознаменование 100-летия со дня рождения Владимира Ильича Ленина»
- Медаль «За доблестный труд в Великой Отечественной войне 1941—1945 гг.»
- Медаль «В память 800-летия Москвы»
- Медаль «Ветеран труда»
- Советский Кинофестиваль в Москве (Почётная грамота, фильм «Лётчики» (совместно с анимационно-игровым фильмом «Новый Гулливер»), 1935)
- Всемирная выставка в Париже (Гран-при, фильм «Последняя ночь», 1937)
- МКФ в Канне (Большая Международная премия «За лучший полнометражный документальный фильм», фильм «Берлин», 1946)
- МКФ в Карловых Варах (Большая премия «Хрустальный глобус», фильм «Кавалер Золотой Звезды», 1951)
- МКФ в Картахене[англ.] (Большая премия, фильм «Кавалер Золотой Звезды», 1951)
- МКФ в Венеции (Почётный диплом, фильм «Коммунист», 1958)
- Всесоюзный кинофестиваль в Киеве (Первая премия по разделу художественных фильмов, фильм «Коммунист», 1959)
- Всесоюзный кинофестиваль в Киеве (Первая премия за лучшую режиссёрскую работу, фильм «Коммунист», 1959)
- Всесоюзный кинофестиваль в Ленинграде (Премия за лучшую режиссёрскую работу, фильм «Твой современник», 1968)
- МКФ в Лагуве (Польша) (Премия «Варшавская сирена» жюри клуба критиков, фильм «Твой современник», 1969)
- МКФ документального кино в Нионе (Гран-при «Золотой Систерций», за участие в ретроспективе советских фильмов, 1974)
- МКФ в Венеции (Специальный приз «За артистическое и профессиональное сотрудничество», фильм «Частная жизнь», 1982)
- Всесоюзный кинофестиваль в Тбилиси (Главный приз, фильм «Частная жизнь», 1983)
- Кинопремия «Ника» в номинации «Честь и достоинство» (1988)

## Память

Почтовый конверт России, 2003 год

В мае 2003 года на VII Форуме национальных кинематографий прошла первая ретроспектива фильмов Юлия Райзмана. Куратор — Нея Зоркая.